# Lian'an
Lian'an (kinesiska: 联安)  är en köping i sydöstra Kina. Den ligger i Haifeng härad i staden Shanwei i provinsen Guangdong, omkring 210 kilometer öster om provinshuvudstaden Guangzhou. Antalet invånare är 26 321. Befolkningen består av 12 754 kvinnor och 13 567 män. Barn under 15 år utgör 16,0 %, vuxna 15-64 år 73 %, och äldre över 65 år 10,0 %.